# Голден-Игл-Тяньди
Голден-Игл-Тяньди (Golden Eagle Tiandi или Golden Eagle Square Plaza) — комплекс из трёх сверхвысоких небоскрёбов, расположенный в деловом центре китайского города Нанкин. Построен в 2019 году в стиле модернизма, по состоянию на начало 2020 года год башня А являлась вторым по высоте зданием города, 24-м по высоте зданием Китая, 30-м — Азии и 47-м — мира. Архитектором комплекса выступил Восточно-Китайский проектно-исследовательский архитектурный институт, застройщиком — Shanghai Baoye Group, владельцем является Golden Eagle International Group (Нанкин). 
- Башня А (368 м) имеет 76 наземных этажей, занятых офисами и гостиничными номерами[5][6].
- Башня B (328 м) имеет 68 наземных этажей, занятых офисами[7][8].
- Башня C (300 м) имеет 60 наземных этажей, занятых офисами[9][10].
- В подиуме расположены торговые помещения, рестораны, бассейн, фитнес-зал и паркинг.